# Maleise waterspitsmuis
De Maleise waterspitsmuis (Chimarrogale hantu)  is een zoogdier uit de familie van de spitsmuizen (Soricidae). De wetenschappelijke naam van de soort werd voor het eerst geldig gepubliceerd door Harrison in 1958.

## Kenmerken
Deze flinke spitsmuis heeft een gestroomlijnd lichaam met een lange staart, een slanke kop met zeer kleine ogen en oren.  Op de voetzolen en staart bevinden zich stijve haren, die de stuwkracht in het water vergroten. De lichaamslengte bedraagt 8 tot 12 cm, de staartlengte 6 tot 10 cm en het gewicht 30 gram.

## Leefwijze
Het dier smeert zich regelmatig in met een vettige klierafscheiding om zijn vacht waterafstotend te houden.

## Voorkomen
Dit uiterst zeldzame, solitaire dier komt vermoedelijk alleen voor in het bosreservaat Ulu Langat in Maleisië. Het bewoont gematigde bossen of bosachtige terreinen in de nabijheid van rivieren, beken en andere stromende, zoete wateren. Deze soort wordt ernstig bedreigt door visserij met fuiken en visweren, door watervervuiling en ontbossing.

## Verspreiding
De soort komt voor in zuidoostelijk Azië.

Habitat van de Maleise waterspitsmuis (Chimarrogale hantu)